# Casa Inocențiu Micu-Klein din Făgăraș
Casa Inocențiu Micu-Klein este un monument istoric din Făgăraș. Clădirea a fost construită în anul 1727 în contextul înființării Episcopiei de Făgăraș.
Primul episcop de Făgăraș, Ioan Giurgiu Patachi, și-a avut reședința oficială la etajul întâi în aripa de sud a cetății Făgărașului, însă a locuit la Sâmbăta de Jos. Al doilea episcop, Inocențiu Micu-Klein, s-a mutat în anul 1729 în această casă construită în Făgăraș de predecesorul său. A locuit aici până în anul 1737, când a obținut Castelul din Blaj, în care s-a mutat din nou.